# Alice Day
Alice Day (7 de noviembre de 1905 – 25 de mayo de 1995) fue una actriz cinematográfica estadounidense.
Su verdadero nombre era Jacqueline Alice Newlin, y nació en Colorado Springs, Colorado. Inició su carrera como una de las bellezas en traje de baño de los estudios de Mack Sennett. Day actuó en 70 películas entre 1923 y 1932. En 1929 trabajó con Edward Buzzell en una versión cinematográfica del musical de George M. Cohan Little Johnny Jones
Alice Day era la hermana mayor de la popular actriz de los años veinte y treinta Marceline Day. Alice Day falleció en Orange, California, en 1995.